# ヨースト・アンマン
ヨースト・アンマン（Jost Amman、1539年6月13日 – 1591年3月17日）は、スイス生まれで、ドイツのニュルンベルクで働いた版画家である。多くの書籍の挿絵版画を制作した。

## 略歴
スイスのチューリッヒでプロテスタントの聖職者の息子に生まれた。1561年にニュルンベルクに移ってきて、大きな版画の工房を経営していたフィルギル・ゾリス(1514-1562)の工房で働き始めた。1年ほと後にフィルギル・ゾリスが亡くなった後、工房は未亡人らが運営したが、アンマンに関しては、1577年にニュルンベルクの市民権を得たこと、1591年に亡くなるまでニュルンベルクに住み続けたという事実以外には生涯についてほとんど知られていない。
弟子が一人が、4年間にアンマンが制作した版画の量は干し草を運ぶ馬車一杯になったと述べたと伝えられたように、多くの版画を制作し、また印刷方法の変化の時代であったのでヨーロッパで書籍の挿絵に木版画が主に使われた時代の最後の木版画家ともされる。
アンマンが挿絵を制作した書籍にはヴェンツェル・ヤムニッツァー(Wenzel Jamnitzer: 1508-1585）の「正多面体の透視図(Perspectiva corporum regularium)」(1568)があり 、1576年にフランクフルトで出版された短い伝記を付けたフランス王の肖像銅版画のシリーズも制作した。フランクフルトでファイヤアーベント(Sigismund Feierabend)によって出版された聖書の木版挿絵やフィリップ・アピアン(Philipp Apian)のバイエルンの地図も制作した。アンマンの時代の様々な職業の人々を描いた115点の版画からなる『職人づくし(Panoplia omnium illiberalium mechanicarum aut sedentariarum artium genera continens)』は歴史的価値が高いと評価されている。

## 作品

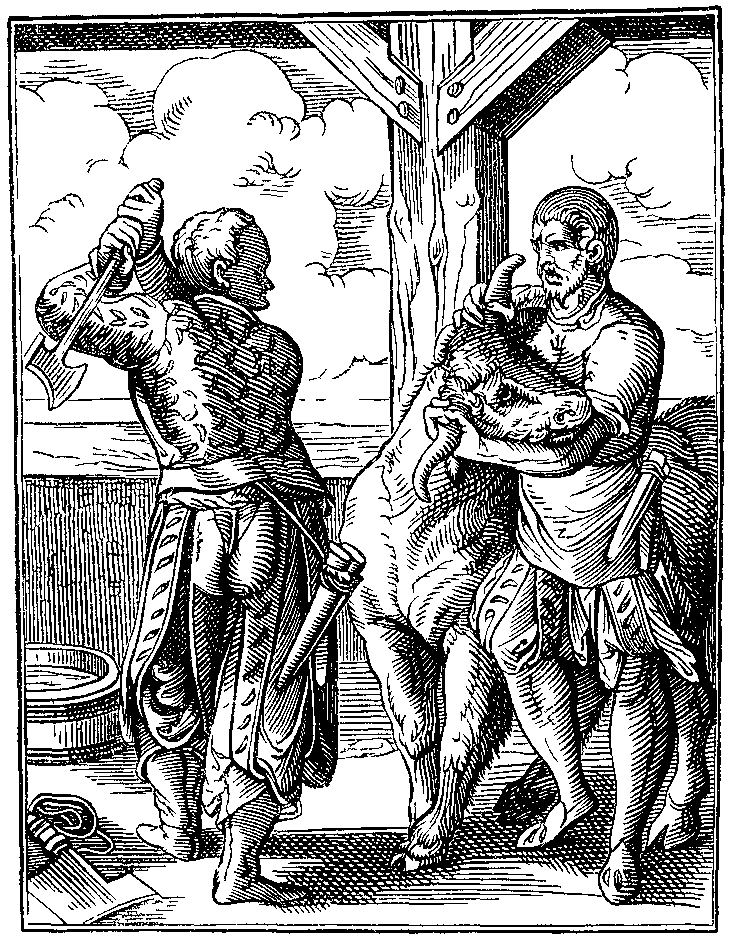
牛の解体業者と助手
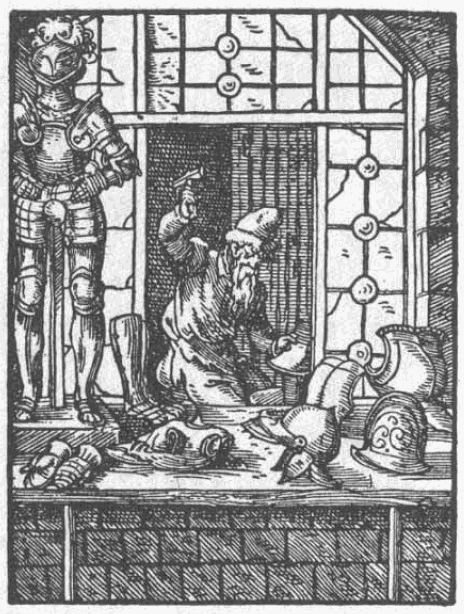
鎧職人
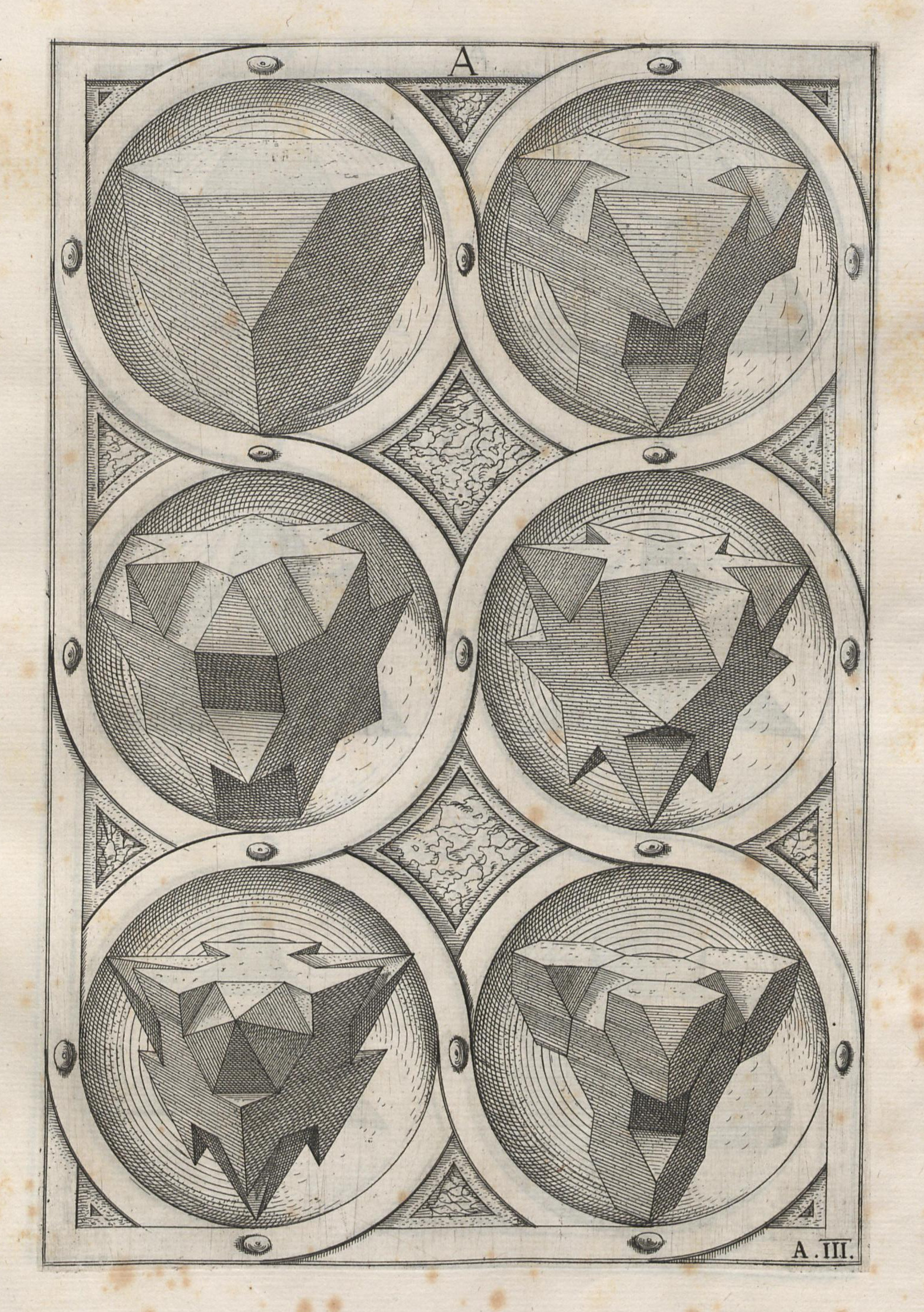
「正多面体の透視図」挿絵
地図